# Ritratto di Farinelli con medaglia dell'Ordine di Calatrava
Il Ritratto di Farinelli con medaglia dell'Ordine di Calatrava è una delle ultime opere del pittore Jacopo Amigoni, eseguite a Madrid attorno al 1752, poco prima della morte dell'artista stesso.

## Descrizione
Farinelli appare seduto in compagnia del suo cane, in basso sulla sinistra, indossando la Medaglia dell'Ordine di Calatrava con cui venne reso cavaliere nel 1750 da Ferdinando VI di Spagna. Sulla sua mano sinistra si intravede lo spartito con testo di un'aria proveniente dalla Zenobia di Pietro Metastasio, scritta nel 1740, stretto amico del cantante stesso: i due uomini sono stati ritratti assieme in precedenza sempre dall'Amigoni nel ritratto di gruppo del 1752. L'impostazione musicale è invece quella resa da Gaetano Latilla nel 1742.
Jacopo Amigoni, uno degli indiscussi protagonisti del rococò internazionale, incontrò per la prima volta il Farinelli a Londra a metà degli anni trenta del secolo per poi ritrovarsi pochi anni più tardi a Madrid, su invito della regina madre, l'italiana Elisabetta Farnese, divenendo membri eminenti della corte reale spagnola. Amigoni firmerà diversi ritratti del Broschi, di cui il ritratto di gruppo del 1750 (dove appare anche il pittore stesso) e il ritratto con la medaglia dell'Ordine di Calatrava sono gli ultimi in ordine cronologico. L'Amigoni morirà a Madrid nel 1752, Farinelli a Bologna dieci anni più tardi, il 15 luglio del 1782.